# California State Route 120
Die California State Route 120 (kurz CA 120) ist eine in West-Ost-Richtung verlaufende State Route im US-Bundesstaat Kalifornien. Sie verbindet die Stadt Lathrop im Westen mit dem Ort Benton im Osten auf einer Länge von 246 km.

## Verlauf
Die Straße beginnt im San Joaquin Valley an der Interstate 5 nahe der Stadt Lathrop südlich von Stockton. Von dort verläuft sie südlich an Manteca vorbei nach Osten Richtung Sierra Nevada. Diese überquert sie im Yosemite-Nationalpark über den Tioga Pass. Danach kreuzt die CA 120 am Mono Lake die U.S. 395, verläuft weiter nach Osten und endet bei dem Ort Benton am U.S. Highway 6.

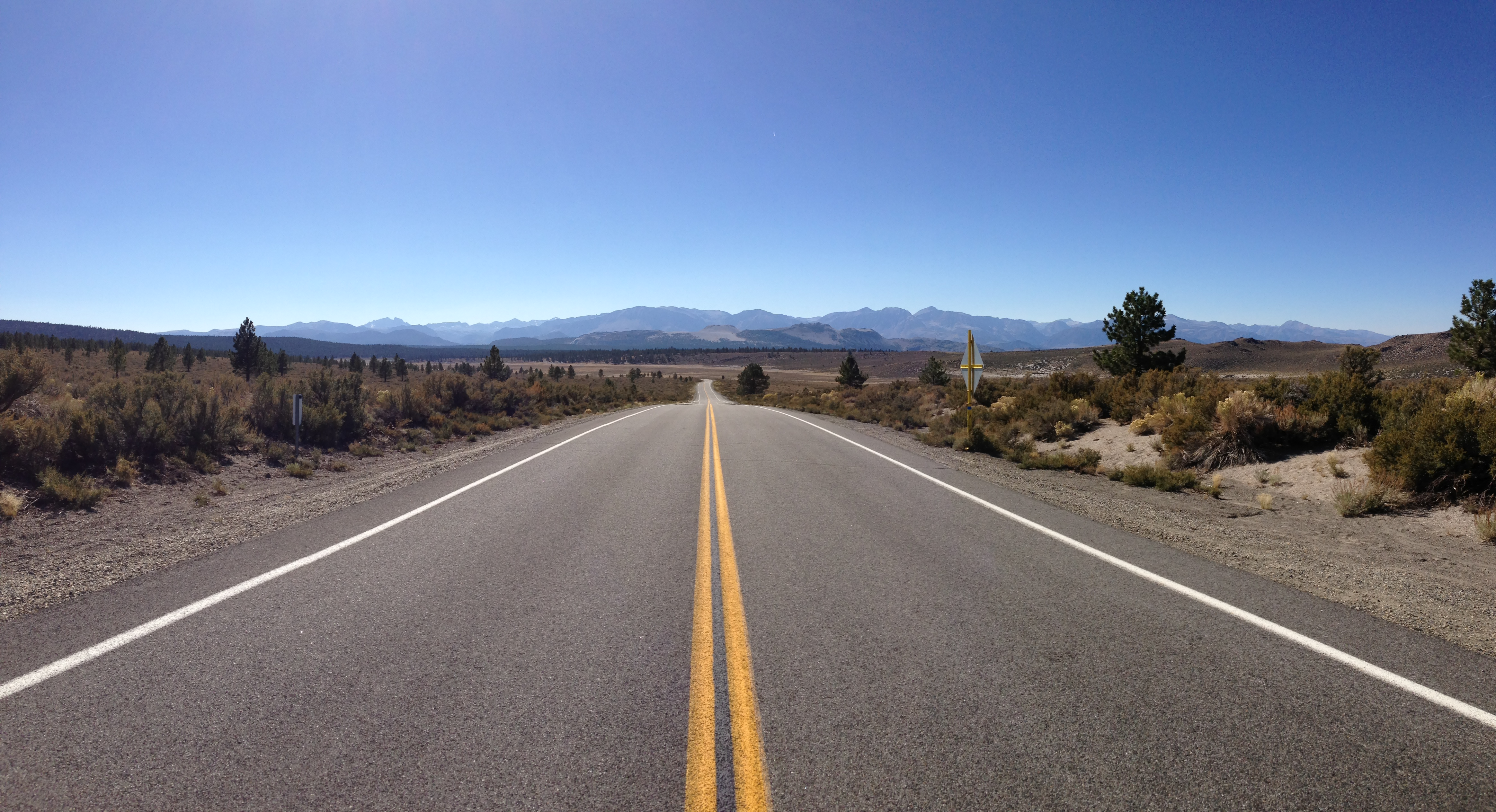
CA 120 südöstlich vom Mono Lake

## Yosemite-Nationalpark

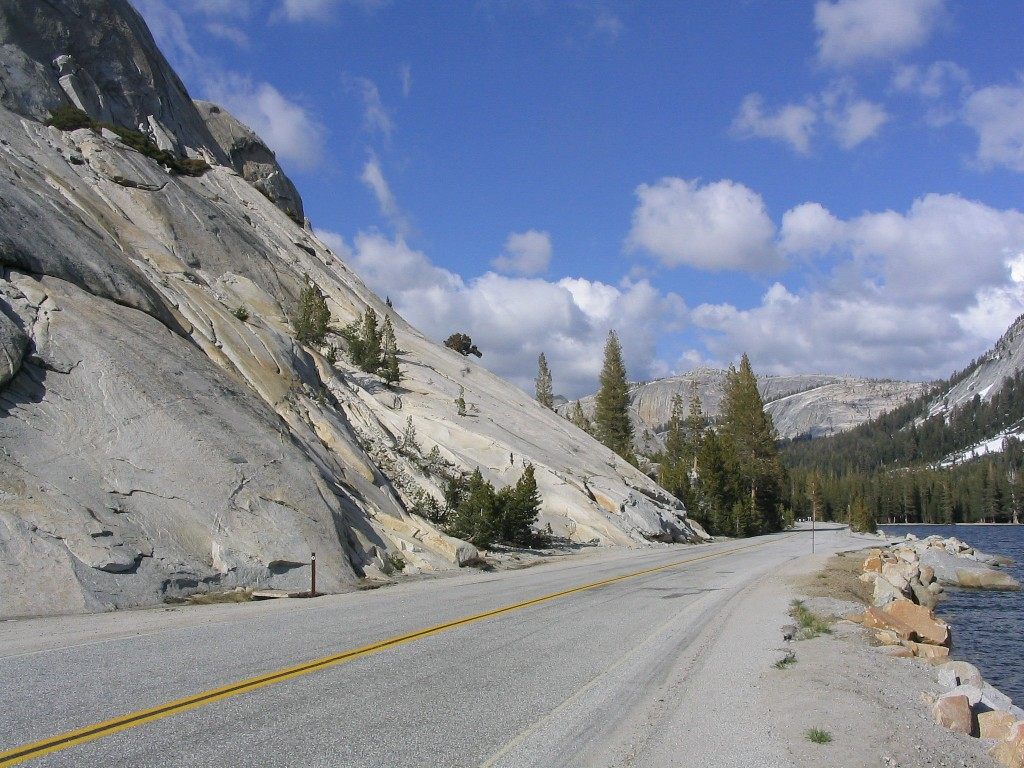
Im Yosemite-Nationalpark (Tioga Pass)

Die Straße überquert die Sierra Nevada im Yosemite-Nationalpark über den Tioga-Pass. Dabei stellt sie mit bis zu 3031 m Höhe die höchste asphaltierte Straße in ganz Kalifornien dar. Obwohl die CA 120 im Park durchgängig als California State Route 120 beschildert ist, wird sie nicht vom Staat Kalifornien unterhalten, sondern vom Bund. Aufgrund der starken Schneefälle in der Sierra Nevada ist dieser Abschnitt im Winter gesperrt.